# Demokratiskt forum för arbete och frihet
Ettakatol (Demokratiskt forum för arbete och frihet) är ett socialdemokratiskt parti i Tunisien, bildat den 9 april 1994 av läkaren Mustapha Ben Jaafar.
Partiet ger sedan 2007 ut tidningen Mouwatinin (Medborgaren).
I valet den 23 oktober 2011 fick Ettakatol 248 686 röster och 20 platser i konstitutionsrådet.